# Song of Freedom
Song of Freedom è un film del 1936 diretto da J. Elder Wills.

## Trama
1700, su un'isola chiamata Casanga al largo della costa occidentale dell'Africa. Il luogo non ha ancora attirato l'attenzione dei mercanti di schiavi, ma il popolo soffre sotto il regime autoritario e sanguinario della regina Zinga. Un giorno appare un giovane a torso nudo, forte come un toro, che si aggira con cautela nella prateria pattugliata dai locali.
Al villaggio, Zinga - che indossa una pelle di leopardo, un cappello di paglia e una collana di conchiglie da cui pende il medaglione simbolo di regalità - sta deridendo un uomo legato a una colonna di legno, presumibilmente il re di Casanga. Zinga li mette la sua collana al collo,  lo chiama "secondo re" e cerca di ucciderlo. Irrompe sulla scena una ragazza che strappa il medaglione scappando via. La regina, sorpresa, ordina ai suoi soldati di inseguire la giovane che però riesce a sfuggirle, aiutata dal giovane forte. I due, a bordo di una zattera, raggiungono il continente dove chiedono aiuto a un bianco. Questi è un mercante di schiavi che è ben felice di mettere le mani sui due che vanno ad aggiungersi al suo carico in partenza per l'Inghilterra.
In Inghilterra, a Londra. Il tempo passa e la storia pure. Nel 1807, l'impero britannico abolisce la schiavitù ma solo nel 1883 lo stato dei neri comincia a migliorare. Catene e manette sono distrutte, corde e fruste sono bruciate. Al porto, John Zinga lavora come scaricatore. Possiede una bellissima voce baritonale con la quale impressiona tutti i suoi colleghi e che fa addormentare dolcemente i bambini della casa in cui abita, quando si mette a cantare la sera. Zinga non sa come potrebbe sfruttare questo dono, ma la cosa che lo interessa di più è scoprire le proprie origini e aiutare il suo popolo.
Zinga, a Londra, si considera fuori luogo, e vorrebbe andare in Africa con Ruth, sua moglie, che lo accusa di non accontentarsi di ciò che è. Una sera, in un pub, viene invitato dal proprietario a cantare. Tra il pubblico si trova Donizetti, un impresario, che resta colpito dalla sua voce e che lo invita a venirlo a trovare nel suo albergo. Zinga non vede l'ora, perché per lui sarebbe l'occasione di andarsene da Londra. Vestito di tutto punto, si reca all'albergo dove, comportandosi in modo goffo e inadeguato, incontra delle difficoltà con i gestori dell'hotel, che non vogliono farlo entrare. Insieme alla moglie, riesce finalmente a trovare Donizetti. Ma l'impresario vuole insegnargli dei metodi per migliorare il suo modo di cantare: John non capisce perché le sue doti naturali debbano venir controllate, né si sente a suo agio cantando in un completo invece che libero come quando si trova tra gli amici o in pub. Ruth lo conforta e lui, sempre speranzoso che quella possa essere la strada che lo porterà in Africa, segue gli insegnamenti delle tecniche di canto.
Dopo un lungo periodo di studio, Zinga diventa un grande cantante di successo, un star lirica di successo, ma il suo cuore resta sempre legato all'Africa. Un giorno, gli viene chiesto da fare un discorso e di parlare del suo successo. Lui, che non è abituato a parlare in pubblico, canta una vecchia canzone della sua infanzia che parla di un vagabondo e di un popolo che soffre. Uno degli spettatori, lo contatta in camerino, dicendo che conosce la canzone, originaria dell'isola di Casanga. Lui è stato l'unico uomo bianco che è riuscito a fuggire da quel posto, che ora è governato da un crudele stregone. Il canto di John è una canzone segreta, trasmessa da ogni re e considerata il canto della libertà del popolo Casanga. Il medaglione che Zinga porta al collo e che gli è stato donato da suo padre, è il segno della regalità e lui è il vero re dell'isola. Sapendo che con la sua venuta potrebbe aiutare il popolo di Casanga, Zinga rifiuta un nuovo contratto con Donizetti, rinunciando di andare a cantare a New York e parte, invece, per l'Africa.
A Casanga, loro tre - lui, la moglie e il servitore - benché siano neri di pelle come i locali e benché lui abbia il medaglione che rivela la sua origine regale, sono trattati come degli estranei che vengono dai paesi dei bianchi, da dove non giunge mai niente di buono. Il servitore gli dice che non riuscirà a combinare niente perché quella gente è troppo primitiva. Ruth, al contrario, lo incita a proseguire in quella che lui considera una missione. Scopre che lo stregone, quando qualcuno è malato, lo tiene segregato in una casupola invece di curarlo. Lo stregone dichiara che quando uno è malato, qualsiasi sia la malattia, ormai è un uomo morto. Per combattere questi metodi disumani, Zinga comincia a curare la gente con la penicillina. Alcuni abitanti iniziano ad avere fiducia in lui e Zinga ingaggia una lotta contro lo stregone per estirpare le vecchie superstizioni. Il capo tribù, durante una cerimonia, prende Ruth che interrompe con il suo intervento il rito e la tiene prigioniera perché le donne non possono prendere parte alle cerimonie. Anche Zinga viene catturato e insieme alla moglie sta per essere giustiziato. La notte prima dell'esecuzione, Ruth canta una canzone e i seguaci di Zinga gli portano delle armi per liberarlo. Ma lui rifiuta la forza, deciso a vincere senza la violenza.
Il giorno dopo, legato al palo in attesa di essere ucciso, Zinga sente i tamburi che battono sempre più freneticamente il ritmo. La musica che ne nasce gli è sempre più familiare e lui non riesce a non cantare. Il suo canto possente sulle note del Canto della libertà provoca l'ammirazione di tutti i presenti che riconoscono in lui il proprio re, acclamandolo. Zinga, vincitore, finalmente realizza il suo sogno, portando i benefici della modernità al suo popolo. Ritornato in America, Zinga canta in un numero ambientato in una piccola isola, che racconta del suo sogno realizzato.

## Produzione
Il film fu prodotto dalla British Lion Films e dalla Hammer Film Productions
Venne girato nei British Lion Studios di Beaconsfield, nel Buckinghamshire e in Sierra Leone.

## Distribuzione
Distribuito dalla British Lion Film Corporation, uscì nelle sale cinematografiche britanniche presentato a Londra il 17 agosto 1936.